# 소메이요시노 (노래)
〈소메이요시노〉(ソメイヨシノ 소메이요시노[*])는 도모토 쯔요시가 ENDLICHERI☆ENDLICHERI로서 발매한 싱글로, 도모토 쯔요시의 통산 3번째 싱글이다.

## 개요
전작 〈WAVER〉로부터 약 1년 8개월 만의 싱글이다.

## 수록곡

### 초회 한정반
1. ソメイヨシノ / 소메이요시노
작사·작곡: ENDLICHERI☆ENDLICHERI / 편곡: 소가와 토모지, ENDLICHERI☆ENDLICHERI
2. 濡れ鼠 / 물에 빠진 생쥐
작곡: ENDLICHERI☆ENDLICHERI / 편곡: 우에다 켄지, ENDLICHERI☆ENDLICHERI
3. ソメイヨシノ (Backing Track)
4. 濡れ鼠 (Backing Track)

※ 쥬얼 케이스, 3면 6페이지 북클릿 사양

### 통상반
1. ソメイヨシノ / 소메이요시노
2. 濡れ鼠 / 물에 빠진 생쥐
3. Blue Berry
작사·작곡: ENDLICHERI☆ENDLICHERI / 편곡: 소가와 토모지, ENDLICHERI☆ENDLICHERI

※ 맥시 케이스, 둘로 접은 4페이지 북클릿 사양